# タヴリダ・ソビエト社会主義共和国

タブリダ・ソビエト社会主義共和国
Советская Социалистическая Республика Тавриды

タヴリダ・ソビエト社会主義共和国 （ロシア語: Советская Социалистическая Республика Тавриды、ウクライナ語: Радянська Соціалістична Республіка Тавриди）はクリミアと近隣のロシア帝国時代にタヴリダ県とされていた地域にあったソビエト政権。1918年3月19日から4月30日の間の非常に短い期間、ソビエト・ロシアの一員であった。

## 歴史

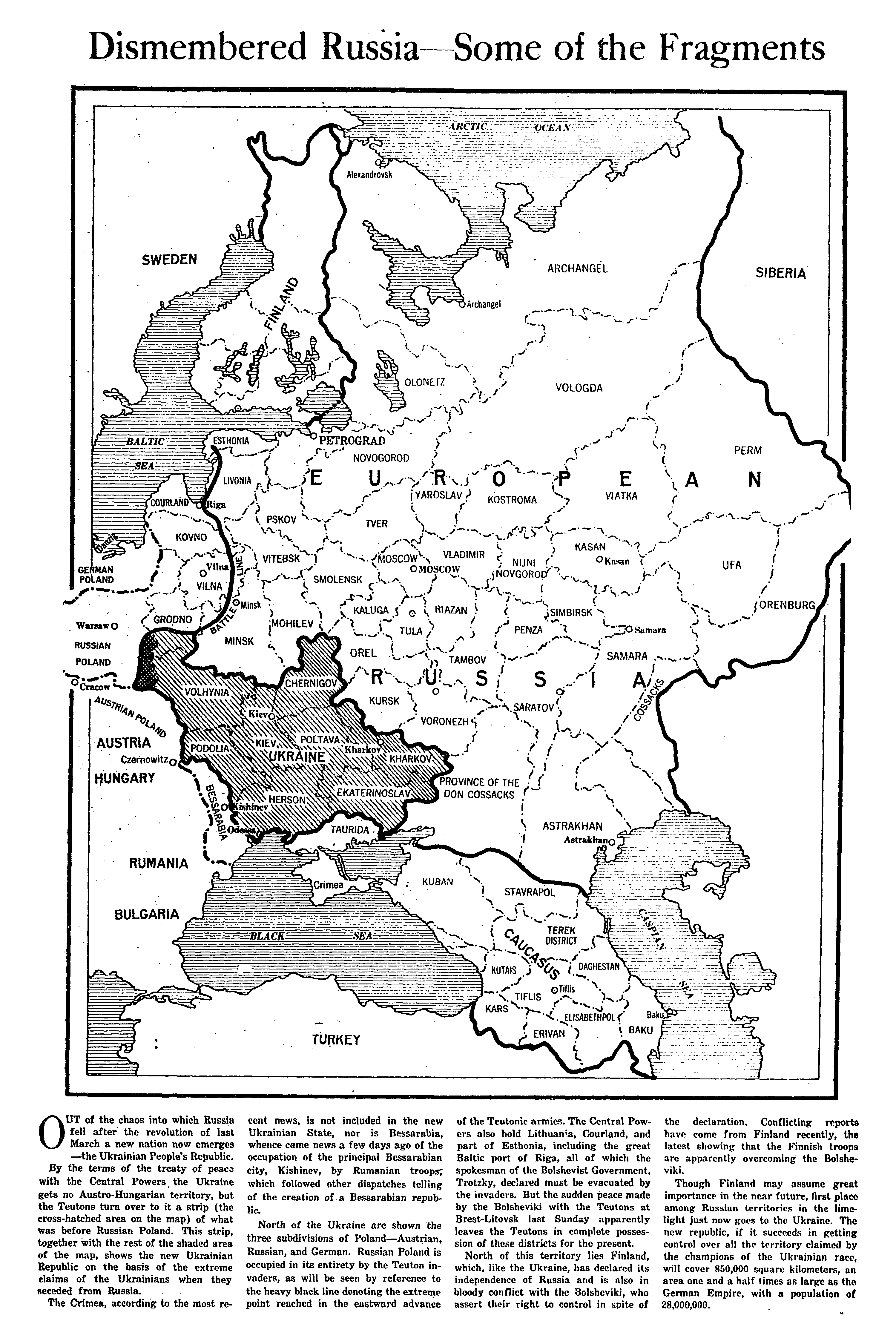
ロシア帝国後にウクライナ人民共和国が主権を主張した領域を表した地図、ニューヨーク・タイムズ、1918年2月。タヴリダはウクライナの下にある。

1917年の10月革命に続いて、クリミア・タタール民族による政府は1917年12月13日にクリミア人民共和国を宣言した。しかしこの共和国は独立を長期間保つために運営しなかったため、1918年1月にはロシア革命後に旧ロシア帝国領各地で建国された他の新国家と同様、ボルシェビキ勢力に侵攻された。3月19日から21日にかけてシンフェロポリで開かれたタヴリダ中央執行委員会の布告によってタヴリダ・ソビエト社会主義共和国は建国された。タヴリダの領域はクリミアとクリミア北部のウクライナからなりクリミア北部の地域はドネツク＝クリヴォーイ・ローク・ソビエト共和国も領有を主張していた。
タヴリダSSRは成立からまもなくドイツ帝国のクリミア攻勢の支援を受けたウクライナ人民共和国の軍に侵攻された。1918年4月末には委員会のリーダーであるアントン・スラッキ(Anton Słucki)を含む中央執行委員会と地方人民委員会の大部分と地方ボルシェビキの議長であったJan Tarwacki等はアルシュタまで侵攻してきたドイツ軍に逮捕され、銃殺された。こうしてタヴリダSSRは4月30日までに廃止された。
侵攻に続いて、ドイツの保護下でクリミア地方政府が設立され、初期にはMaciej Sulkiewiczが後にはSolomon Krymの下で行動を行った。白軍義勇兵が敗北した後、1920年代後期にソ連軍の支配が確立すると、過去にタヴリダSSRであった地域はソビエト・ロシアのクリミアASSRとウクライナSSRに分割された。